# Arthur Holmes

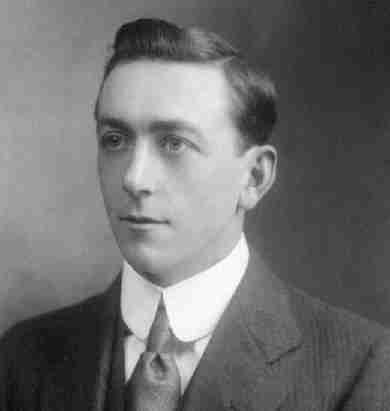
Arthur Holmes (1912)

Arthur Holmes (Gateshead, 14 januari 1890 – Londen, 20 september 1965) was een Britse geoloog die aan de wieg stond van twee van de belangrijkste doorbraken binnen de geologie in de 20e eeuw: de platentektoniek en het bepalen van de ouderdom van de Aarde.

## Biografie
Holmes' interesse voor geologie en natuurkunde werd gewekt op de middelbare school, waar hij boeken las van Eduard Suess en Lord Kelvin.  In 1907 ging hij geologie studeren aan het Royal College of Science te Londen. In die tijd was door onderzoek van onder andere Ernest Rutherford naar radioactiviteit het idee ontstaan dat gesteenten gedateerd konden worden. De scheikundige Bertram Boltwood had in 1907 geprobeerd met radiometrische datering van een aantal stenen de ouderdom te bepalen, maar zag uiteindelijk weinig hoop in de techniek. Holmes zag er wel iets in en begon zich ermee bezig te houden. Met uranium-lood datering vond hij voor een Devonische steen een ouderdom van 370 Ma. In tegenstelling tot Boltwood beet hij zich vast in de problemen en probeerde de methode te verbeteren en verfijnen, wat hem uiteindelijk zou lukken. Voor Holmes' dateringen hadden geologen geen idee hoe oud de tijdperken waren waarmee ze werkten. De geologische tijdschaal was geboren.
In 1910 behaalde Holmes zijn graad. Om aan geld te komen trad hij in dienst van een exploratiebedrijf in Mozambique, waarvoor hij mineralen ging zoeken. In zijn afwezigheid werden de resultaten van de datering aan de leden van de Royal Society voorgelezen. Helaas kreeg Holmes malaria, hij was zo ziek dat zijn overlijdensbericht al verstuurd was, toen hij tegen de verwachting in herstelde. Eenmaal terug in Londen begon hij serieus werk te maken van het opstellen van de geologische tijdschaal. In 1913 (hij was toen 23) publiceerde hij zijn boek The Age of the Earth, waardoor hij bekend werd als de autoriteit op het gebied van geochronologie. In het boek schat Holmes de ouderdom van de Aarde op 1600 Ma, wat een groot verschil was met de tot dan toe aanvaarde ouderdomsschatting van Kelvin, namelijk 100 Ma. Aanvankelijk werden zijn ideeën dan ook niet aanvaard.
Geldgebrek zorgde ervoor dat Holmes zijn onderzoek moest staken en tussen 1920 en 1924 werkte hij eerst in de oliewinning in Birma en daarna als winkelier. Het debat over de ouderdom van de Aarde sloeg uiteindelijk om in zijn voordeel en in 1924 kon hij aan de slag als onderzoeker/hoogleraar aan de Universiteit van Durham. Holmes richtte zich nu op het volgende grote probleem in de geologie: het debat om de continentendrift, het idee van Alfred Wegener dat de continenten over het Aardoppervlak bewegen. Hoewel er veel argumenten voor Wegeners hypothese waren, was er geen mechanisme bekend dat voor de enorme krachten kon zorgen die nodig zijn om continenten te verplaatsen. Holmes was een groot voorstander van continentale drift, en in 1927 stelde hij dat langzame convectiestroming in de mantel, aangedreven door een hittestroom die wordt veroorzaakt door radioactief verval in de Aarde, het mechanisme achter continentale drift moest zijn. Omdat Holmes geen enkel bewijs had was het idee pure speculatie, en weer nam vrijwel niemand hem serieus.
In de oorlogsjaren hield Holmes zich bezig met het schrijven van zijn boek Principles of Physical Geology, dat in 1944 verscheen. Het boek bevatte ook een controversieel hoofdstuk over het bewegen van de continenten. Inmiddels was hij hoogleraar aan de Universiteit van Edinburgh geworden. Hij ging door met onderzoek met en naar radiometrische datering, in 1947 had hij de ouderdom van de Aarde verder teruggedreven tot 3350 Ma. In 1956 werd dat 4550 Ma, erg dicht bij de huidige schattingen. Omdat hij zelf te weinig geld had de (dure) radiometrische experimenten uit te voeren, waren zijn schattingen gebaseerd op metingen van Alfred Nier.
Holmes' Principles of Geology groeide uit tot het standaardwerk in de geologie, wat het gedurende de tweede helft van de 20e eeuw zou blijven. Zijn tweede vrouw, de geologe Doris Reynolds, zou de latere uitgaves van het boek herzien. Vlak voor Holmes' dood in 1965 werd door onder andere H. Hess bewijs geleverd voor het bewegen van de continenten door convectie in de mantel.

## Prijzen en vernoemingen
In 1942 werd Holmes benoemd tot lid van de Royal Society. Hij won de Wollaston Medal en de Penrose Medal in 1956, en de Vetlezen prijs in 1964.
Naar Holmes zijn vernoemd:
- Een krater op Mars
- Het aardwetenschappelijk laboratorium en departement van de Universiteit van Durham
- de Arthur Holmes medaille van de European Geosciences Union